# Gemellides
Gemellides es un género de foraminífero bentónico de la familia Heterolepidae, de la superfamilia Chilostomelloidea, del suborden Rotaliina y del orden Rotaliida. Su especie tipo es Cibicides (Gemellides) orcinus. Su rango cronoestratigráfico abarca desde el Maastrichtiense (Cretácico superior) hasta la Actualidad.

## Clasificación
Gemellides incluye a las siguientes especies:
- Gemellides bullatus
- Gemellides conspiciendus
- Gemellides incelebratus
- Gemellides orcinus
- Gemellides salensis
- Gemellides schamliensis